# Pleuractis moluccensis
Pleuractis moluccensis is een rifkoralensoort uit de familie van de Fungiidae. De wetenschappelijke naam van de soort is voor het eerst geldig gepubliceerd in 1919 door Van der Horst.